# Scopula metacosmia
Scopula metacosmia là một loài bướm đêm trong họ Geometridae.